# Овалау
Овалау (фидж. Ovalau) — остров в Фиджи. Административно входит в состав провинции Ломаивичи.

## География
Остров Овалау расположен в Тихом океане в островной группе Ломаивичи примерно в 20 км к востоку от острова Вити-Леву и в 60 км к северу от города Сува. Ближайший материк, Австралия, находится примерно в 2800 км.
С точки зрения геологии остров представляет собой древний вулканический конус с центральной впадиной, окружённой пересечённой местностью и хребтами и представляющей собой вулканический кратер. Площадь Овалау составляет 102,3 км², что делает его третьим крупнейшим островом в составе архипелага Ломаивичи. Поверхность гористая. Высшая точка, гора Нанделаиовалау, достигает 626 м.
Почвы имеют вулканическое происхождение; отличаются высоким плодородием. Климат влажный тропический.

## История
Европейским первооткрывателем острова стал британский путешественник Уильям Блай, проплывший мимо него в мае 1789 года. В 1792 году Блай повторно исследовал Овалау.

## Население
Численность населения Овалау составляет около 9000 человек, то есть примерно половина от общей численности населения провинции Ломаивичи. На острове расположен город Левука. Город основан примерно в 1820 году европейскими поселенцами и торговцами и является первым городом современного типа на островах Фиджи. В период с 1871 по 1877 год Левука была столицей сначала независимого государства Фиджи, а затем одноимённой британской колонии (официальный перенос столицы в Сува состоялся в 1882 году).